# Emil Telizyn
Emil Telizyn, ukrainisch Еміль Теліжин, eigentlich Omeljan Iwan Telischyn, ukrainisch Омелян Іван Теліжин (* 18. Januar 1930 in Rakiw, Ukrainische SSR; † 29. März 2011 in Toronto, Kanada) war ein ukrainisch-kanadischer Ikonenmaler, Kirchendekorateur und Bildhauer.

## Leben
Emil Telizyn hieß mit wirklichem Namen Omeljan Iwan Telischyn (Омелян Іван Теліжин) und stammte aus Rakiw (Раків), einem Dorf im Rajon Dolyna, Oblast Iwano-Frankiwsk. Er war Sohn des katholischen Priesters Joseph († Februar 1968) und dessen Frau Melanie Telizyn, geborene Semkiw. Bereits im Alter von elf Jahren begann er seine künstlerische Ausbildung. Nach dem Zweiten Weltkrieg kam er nach Deutschland, wo er von 1946 bis 1949 in Aschaffenburg seine künstlerische Ausbildung fortsetzte. Als 15-Jähriger entwarf er unter der Anleitung seines Vaters liturgische Gewänder, die heute in dieser Form in der St. John the Baptist Ukrainian Catholic Church in Brantford getragen werden, in der der Vater Pfarrer war.
Als 19-Jähriger kam Omelan Telizyn mit seiner Familie nach Hamilton in der kanadischen Provinz Ontario, wo er von 1949 bis 1950 Kurse an einer kommerziellen Kunstschule besuchte. Er heiratete 1955 Nina Telizyn, geborene Mykolenko (Ніна Теліжин, дівоче прізвище Миколенко; 1926–2001), eine Opernsängerin und Schauspielerin des 1953 in Toronto gegründeten Ukrainian Drama Theatre „Zahrava“ (Український драматичний театр «Заграва»). Die 1960 geborene Tochter des Paars, die klassische Pianistin Daria Telizyn, starb nur vier Jahre nach ihrer Mutter. Hauptberuflich war er als Bühnendekorateur für die Canadian Broadcasting Corporation und die CTV-Sendestation CFTO-TV tätig. Für das „Zahrava“-Ensemble, dass sein Halbbruder Zdzislaw leitete, und auch für andere Ensembles arbeitete er nebenbei als Bühnenmaler.
Künstlerische Bedeutung erfuhr er nach seiner Zeit bei CBC. Er war danach als Kirchen- und Ikonenmaler in Kanada, in den Vereinigten Staaten und auch in Frankreich tätig, wo er mehrere Kirchen und Monumente gestaltete. Er wurde als Bildhauer und Ikonenmaler über die Grenzen Kanadas hinaus bekannt. Beispielsweise schuf er die Ikone „Mother of Divine Love of Ancaster“ für den Schrein des Mount Mary Christian Retreat Centre der Sisters Servants of Mary Immaculate (S.S.M.I.) in Ancaster. Anlässlich der Millenniumsfeierlichkeiten 1988 zum Jahrestag der Taufe Wladimirs I. wurde er mit der Gestaltung eines ca. 30 m² großen Christus-Mosaiks über dem Eingang der ukrainisch-katholischen St.-Nikolaus-Kirche in Winnipeg beauftragt. In Edmonton, Alberta, gestaltete er 1992 anlässlich der 100-Jahr-Feier der ukrainischen Einwanderung das Bleiglasfenster der ukrainisch-katholischen St.-Basil-Kirche mit dem Titel „Immigration of Ukrainians to Canada“. 1996 wurde er mit dem BAC Craft Award in der Kategorie „Best Project in Mosaic“ ausgezeichnet. Für das Bronzedenkmal der Kongregation der Basiliuspriester (2003) vor dem Basilian Fathers Museum in Mundare, Alberta, wurde ihm die gestalterische Gesamtleitung zuteil.
Telizyn war Mitglied der International Enamel Society sowie langjähriges Mitglied und zeitweise Vorsitzender des ukrainischen Künstlerbunds in Kanada USOM (країнської Спілки Образотворчих Мистців Канади – УСОМ). Er litt zuletzt an der Parkinson-Krankheit. Er starb in Toronto-Scarborough. Sein Leichnam wurde dem Familiengrab auf dem St. Volodymyr Ukrainian Cemetery in Oakville beigesetzt.